# 普魯士十字軍
普鲁士十字军东征（德語：Preußenfahrten）是13世纪期间由天主教会领导、以条顿骑士团为主导的一系列十字军东征行动，旨在强制基督教化信奉异教的古普鲁士人。在基督教波兰诸王子对普鲁士人发动数次失败的远征之后，条顿骑士团于1230年应邀介入，对古普鲁士人、立陶宛人及萨莫吉希亚人展开军事行动。到13世纪末，骑士团在镇压数次普鲁士起义后已控制整个普鲁士，并通过其修道会国条顿骑士团对被征服的普鲁士人进行统治，最终以武力与思想改造相结合的方式彻底消灭了普鲁士语、其传统文化与异教信仰。一些普鲁士人逃往邻近的立陶宛。